# یوری کورولف
یوری کورولف (به انگلیسی: Yuri Korolev) ژیمناست زادهٔ ۲۵ آگوست ۱۹۶۲ میلادی اهل کشور روسیه است.